# جیم فوریک
جیم فوریک (انگلیسی: Jim Furyk؛ زادهٔ ۱۲ مهٔ ۱۹۷۰) یک گلف‌باز اهل ایالات متحده آمریکا است.